# Marlon Yared
 Marlon Muraguti Yared (Guaíra, 27 de julho de 1977) é um voleibolista brasileiro,  cuja posição em quadra é de levantador e conquistou títulos expressivos em todas as categorias da seleção brasileira: na categoria infanto-juvenil  foi campeão sul-americano  em 1994,  também vice-campeão mundial juvenil em 1997 e campeão mundial adulto em 2010, além do bronze na Copa do Mundo de 2011 e de outras importantes conquistas pela seleção. Atualmente, defende o Goiás vôlei.

## Carreira
Com apenas 10 anos migrou com os pais para cidade de Itá , onde  estudou na Escola Valentin Bernardi despertou para a prática desportiva, e aos poucos galgou  no voleibol regional, nacional e mundial,  defendeu as principais equipes do Brasil e do exterior.
Migrou para cidade de Concórdia para jogar  na Sadia/Concórdia  e depois a convite do técnico Percy Oncken, foi atuar em Londrina permanecendo por três anos.Por intermédio   do técnico  Benhur Sperotto , passa a integrar a equipe  da Olympikus,em 1996, onde permaneceu até 1999. Em 1997  com este clube foi campeão sul-americano de clubes, em Buenos Aires; em sua última temporada neste time, foi terceiro colocado na  Superliga Brasileira 98-99 série A
Desde as categorias de base, já  representava  o Brasil ao ser convocado para seleção brasileira na categoria infanto-juvenil, quando em 1994 disputou o Campeonato Sul-Americano  nesta categoria, sediado na Venezuela , e na referida edição conquistou a medalha de ouro. Na categoria juvenil também representou o país no Campeonato Mundial em 1997, com sede no Bahrein, onde conquistou a importante medalha de prata neste mundial juvenil.
Transferiu-se em 1999 para a equipe da Unisul/Florianópolis, pela qual conquistou o vice-campeonato da Superliga Brasileira 99-00 série A, o terceiro lugar da Superliga Brasileira 00-01 série A, mesmo resultado na Superliga Brasileira 01-02 série A. Em 2001 que conseguiu a vaga de titular da equipe, sob o comando  do ex-voleibolista  e técnico argentino Javier Weber ; ainda nesta equipe obteve o vice-campeonato da Superliga Brasileira 02-03 série A.Em 2004, obteve o terceiro lugar  nas competições: Supercopa Mercosul, III Copa Bento Gonçalves e no Grand Prix/Copa Unisul 40 Anos.
Em 2004 passa a defender as cores do Telemig Celular/Minas onde conquistou o vice-campeão da  Superliga Brasileira 04-05 série A. Em novembro de 2006 desperta interesse do  voleibol italiano, disputando a série A1 da liga italiana pela equipe  Marmi Lanza Verona, terminando na décima quarta colocação da na temporada 2006-07. Na temporada seguinte disputou a série A1 da  liga italiana defendendo o clube  Bre Banca Lannutti Cuneo, na fase de classificação termina  em segundo lugar,mas sofre eliminação na semifinal , o mesmo ocorreu  na Copa da Itália A1 e na Liga dos Campeões  termina em primeiro lugar na fase de grupo e sofre eliminação nas oitavas de final.
Seu desempenho na Itália, rendeu-lhe convocação para seleção adulta em 2008,  e pela primeira vez disputa a Liga Mundial neste ano, com uma boa campanha disputa a fase final, mas termina apenas na quarta posição.  Na temporada 2008-09  retornou ao voleibol brasileiro para defender o São Bernardo/Santander. e com o mesmo patrocínio, porém, com outra parceria atuou pelo Brasil Vôlei /São Bernardo / Santander na temporada 2009-10. Em 2009, disputou todas as competições pela seleção brasileira  e obteve  ouro na Liga Mundial, no Campeonato Sul-Americano e na Copa dos Campeões. Recebe nova convocação em 2010 para defender a seleção brasileira na Liga Mundial, e conseguiu o bicampeonato na competição; além disso  disputou  o Torneio Hubert Jerzeg Wagner, na Polônia, além do título desta competição, eleito melhor levantador.
Antes da Liga Mundial de 2010, Marlon sofreu lesão no dedo anelar direito e por pouco não foi convocado para  tentar  trazer o eneacampeonato da seleção brasileira na Liga Mundial; mas se recuperou as pressas  e embarcou para as partidas na Argentina, mas com a mão fragilizada não atuou na primeira rodada, inseguro por este motivo, entrou na partida contra a seleção da Holanda no momento que  a seleção brasileira perdia  por 2 sets a 0, quando entrou contribuiu bastante e a partir daí sentiu-se  pronto para as demais partidas; quando entrou na  quadra na fase final  da liga, foi o principal responsável pelas  belas atuações do grupo brasileiro.
Em 2011 sagrou-se bicampeão sul-americano com a seleção brasileira, além da medalha de bronze  na Copa do Mundo no Japão, classificando o Brasil para os Olimpíada de Londres 2012. De ascendência  oriental,  cuja  origem vem do avô materno, nascido em Saga-ken, região próxima da cidade de Osaka, daí explica-se sua identificação com  história, idioma e  culinária oriental e manifestou em entrevista tempos atrás, o desejo de atuar em um clube japonês , que  quase se realizou, pois, foi sondado   pelo clube japonês  Suntory. Marlon , casado e com filhos.
Retornou ao voleibol mineiro  para atuar no Vivo/Minas na temporada 2010-11 e na seguinte foi atuar na  RJX, onde teve adaptação difícil. Em 2012 é contratado  pela equipe russa Dinamo Krasnodar  e renovou contato com esta equipe até 2015, pretende encerrar sua carreira no voleibol estrangeiro.

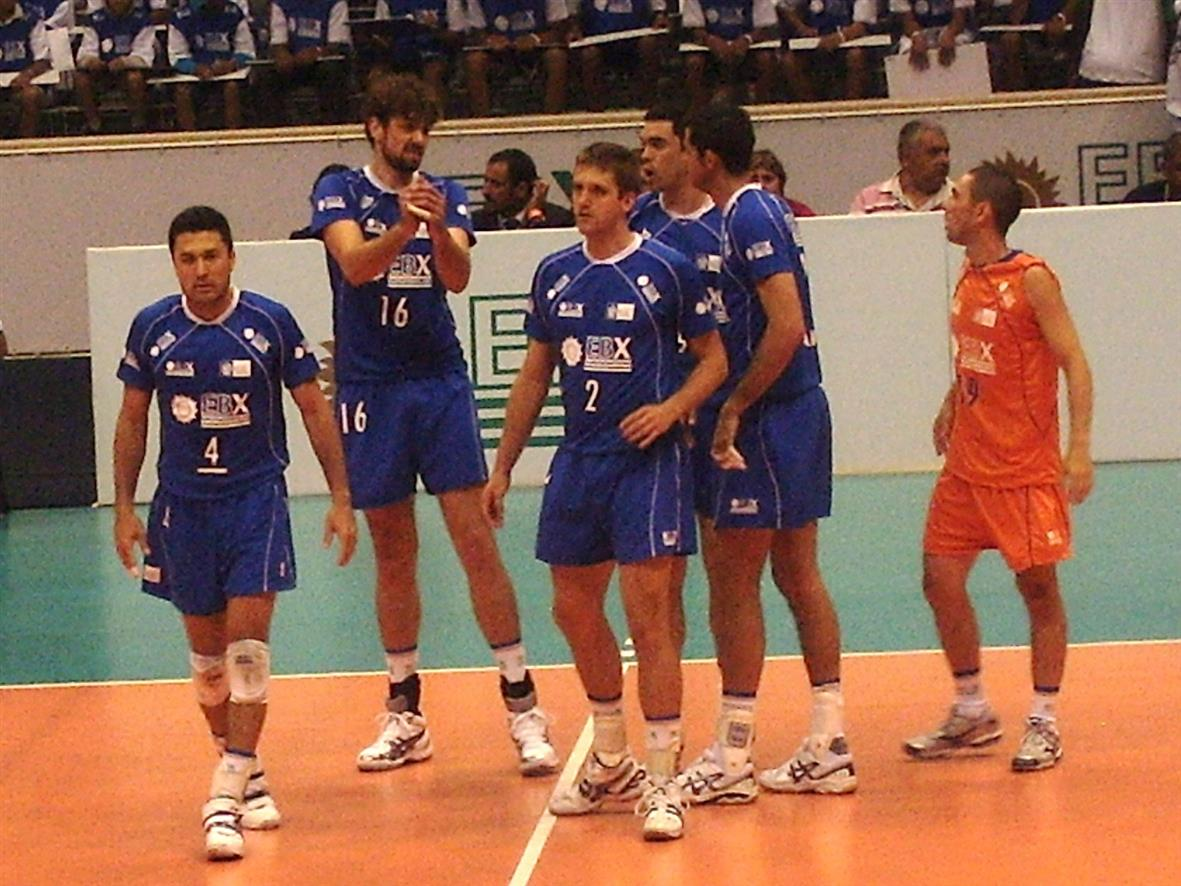
Marlon (camisa 4) jogou no RJX em 2011

Ás vésperas da  Olimpíada de Londres 2012 alimentava o sonho de disputar o evento, pois, estava relacionado entre os vinte e cinco atletas para disputar a Liga Mundial , mas não foi relacionado para a lista dos dezoitos que  disputariam a fase final.Quando a convocação saiu, soube por um amigo pessoal a sua não convocação e não obteve nenhum comunicado oficial, deixando Marlon magoado.
Recentemente foi  homenageado  na Câmara Municipal de Vereadores de Itá, por empenho da ex-vereadora e atual secretaria de Assistência Social, Tânia Valmorbida, grande incentivadora de desportos , visou com a homenagem inspirar  novas gerações  ao exemplo de Marlon.Ele também foi elogiado pela  prefeita Leide Mara Bender , na oportunidade recebeu uma placa e ao mesmo tempo ministrou uma palesta no Clube Cruzeiro, onde concedeu a autógrafos para centenas de crianças.

## Clubes
| Clube                                  | País   | De   | Até   |
| Sadia/Concórdia                        | Brasil | 1990 | 1993  |
| Londrina                               | Brasil | 1993 | 1996  |
| Olympikus                              | Brasil | 1996 | 1999  |
| Unisul/Florianópolis                   | Brasil | 1999 | 2003  |
| Wizard/Suzano                          | Brasil | 2003 | 2004  |
| Telemig Celular/Minas                  | Brasil | 2004 | 2006  |
| Marmi Lanza Verona                     | Itália | 2006 | 2007  |
| Bre Banca Lannutti Cuneo               | Itália | 2007 | 2008  |
| São Bernardo/Santander                 | Brasil | 2008 | 2009  |
| Brasil Vôlei /São Bernardo / Santander | Brasil | 2009 | 2010  |
| Vivo/Minas                             | Brasil | 2010 | 2011  |
| RJX                                    | Brasil | 2011 | 2012  |
| Dinamo Krasnodar                       | Rússia | 2012 | 2015  |
| Bento Vôlei                            | Brasil | 2015 | 2016  |
| São Bernardo Vôlei                     | Brasil | 2016 | 2017  |
| Belogorie Belgorod                     | Rússia | 2016 | 2017  |
| Minas Tênis Clube                      | Brasil | 2017 | 2018  |
| Sesc RJ                                | Brasil | 2019 | 2020  |
| Unimed/Aero                            | Brasil | 2020 | 2021  |
| Farma Conde Vôlei                      | Brasil | 2021 | atual |

## Títulos e resultados
- 1998-99- 3º Lugar da Superliga 1998-99 Série A[4]
- 1999-00- Vice-campeão da Superliga 1999-00 Série A [4]
- 2000-01- 3º Lugarda Superliga 2000-01 Série A [4]
- 2001-02- 3º Lugar da Superliga 2000-01 Série A [4]
- 2002-03- Vice-campeão da Superliga 2002-03 Série A [4]
- 2004- 3º Lugar da Supercopa Mercosul[4]
- 2004- 3º Lugar da Copa Bento Gonçalves[4]
- 2004- 3º Lugar do Grand Prix[4]
- 2004- 3º Lugar da Copa Unisul 40 anos[4]
- 2004-05- Vice-campeão da Superliga 2004-05 Série A [4]
- 2005-06- Vice-campeão da Superliga 2005-06 Série A[15]
- 2005-06-Campeão Paulista [15]
- 2005-06-Campeão da Copa São Paulo [15]
- 2008-4º Lugar da Liga Mundial

## Premiações individuais
- 2010 – Melhor Levantador do Torneio Hubert Jerzeg Wagner [9]